# Кузница

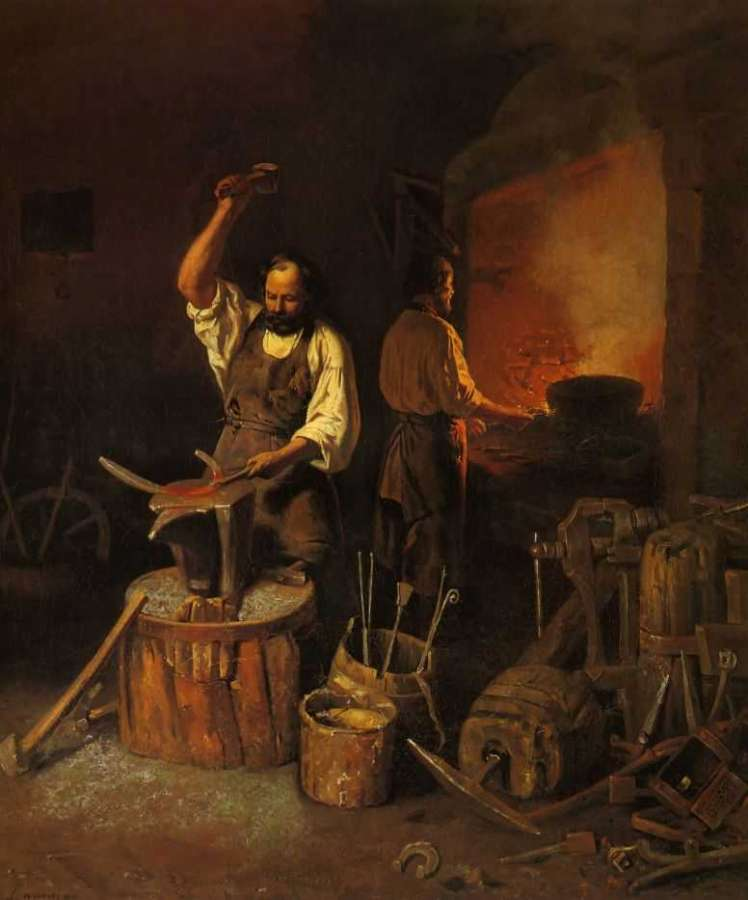
Л. К. Плахов, картина Кузница, 1845 год

Ку́зница или кузня — мастерская, в которой производится ручная обработка металла, как правило, ковкой.
Человек, осуществляющий все эти операции и работающий в кузнице, — кузнец.

## Устройство
Обязательно включала в себя очаг (горн) и наковальню. В кузнице можно производить практически все первичные операции при работе с металлом: плавить металл, заливать его в форму, также последующие, включающие в себя: свободную ковку, кузнечную сварку, горновую пайку меди, термическую обработку изделий, закалку, штамповку, волочение, изгиб, кручение, чеканку и так далее.

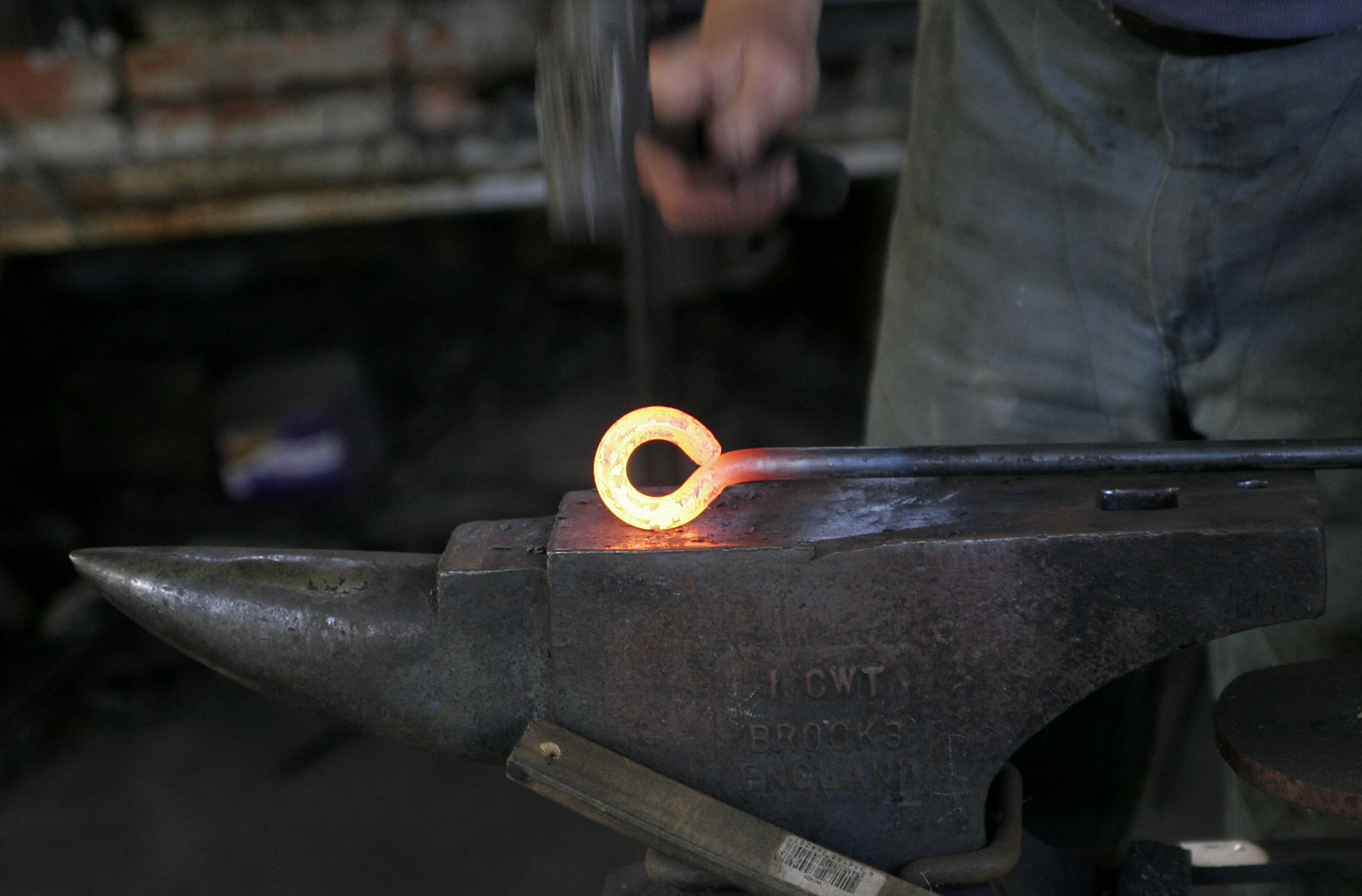
Кузнец за ковкой
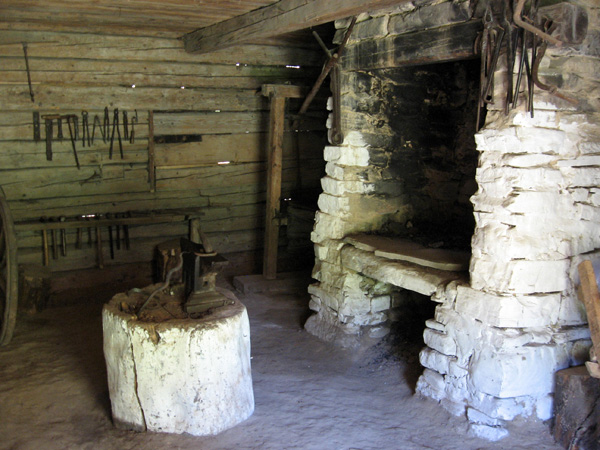
Кузница в Шевченковском гае
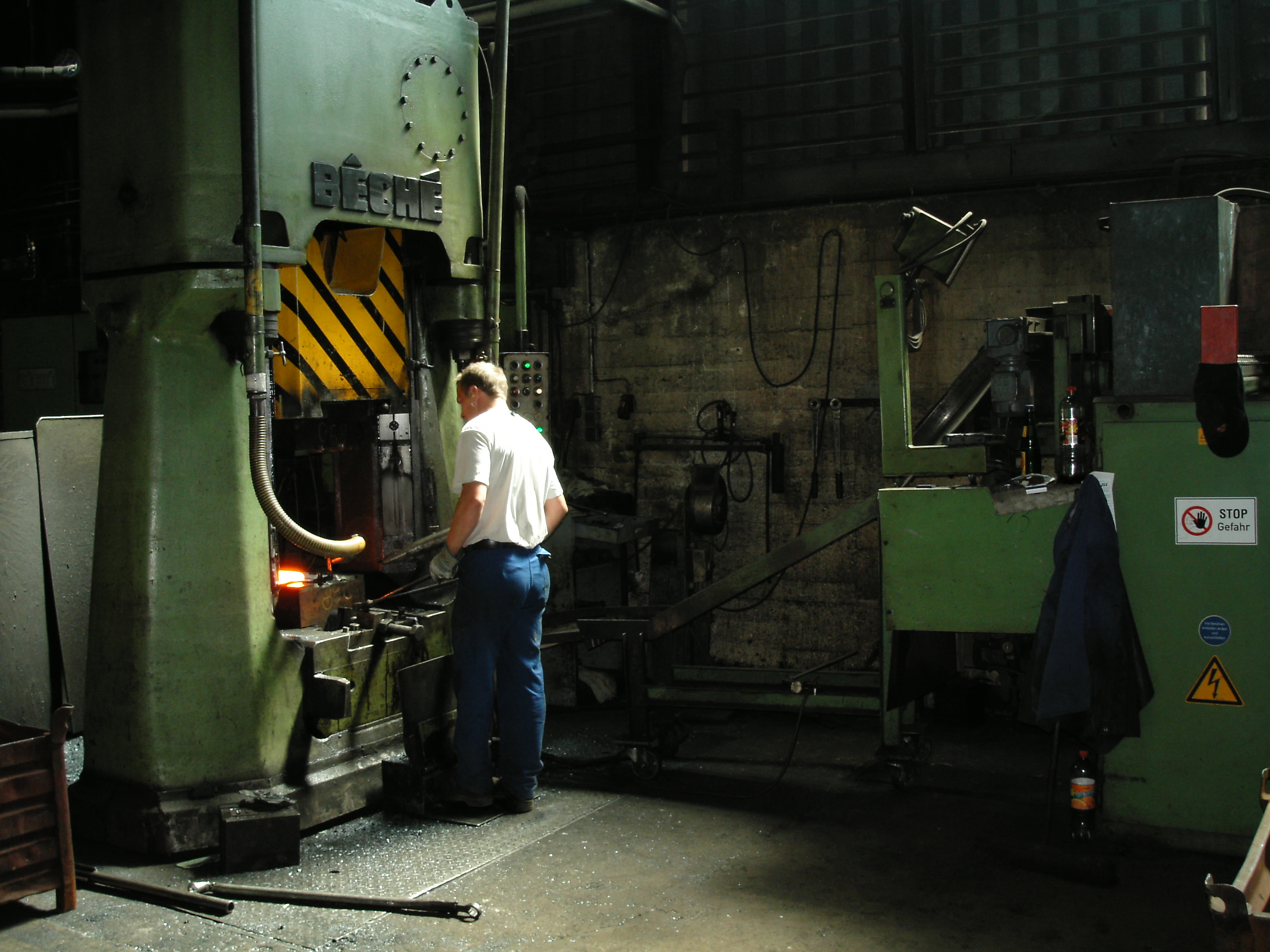
Механический молот
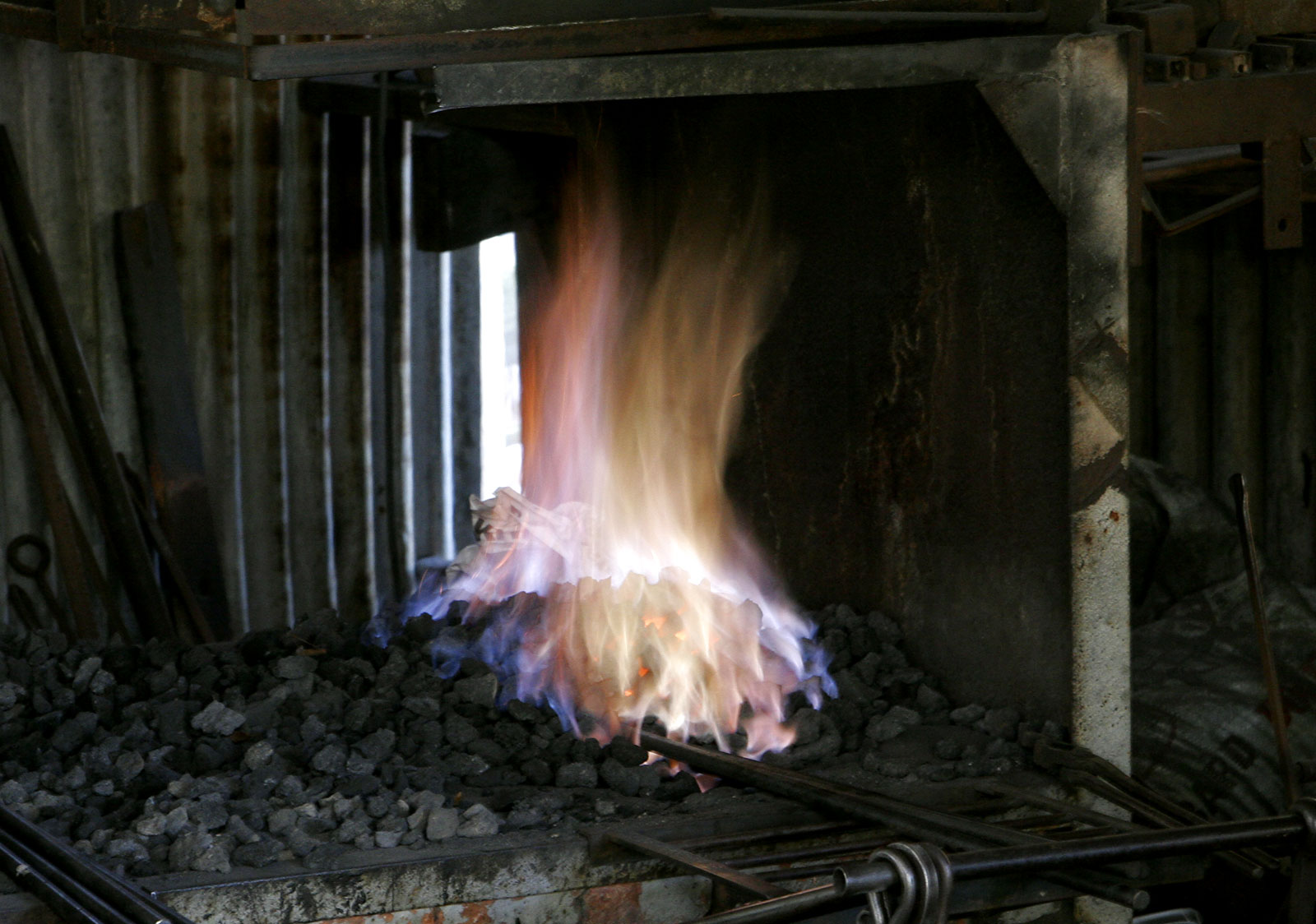
Горн
Устройство горна
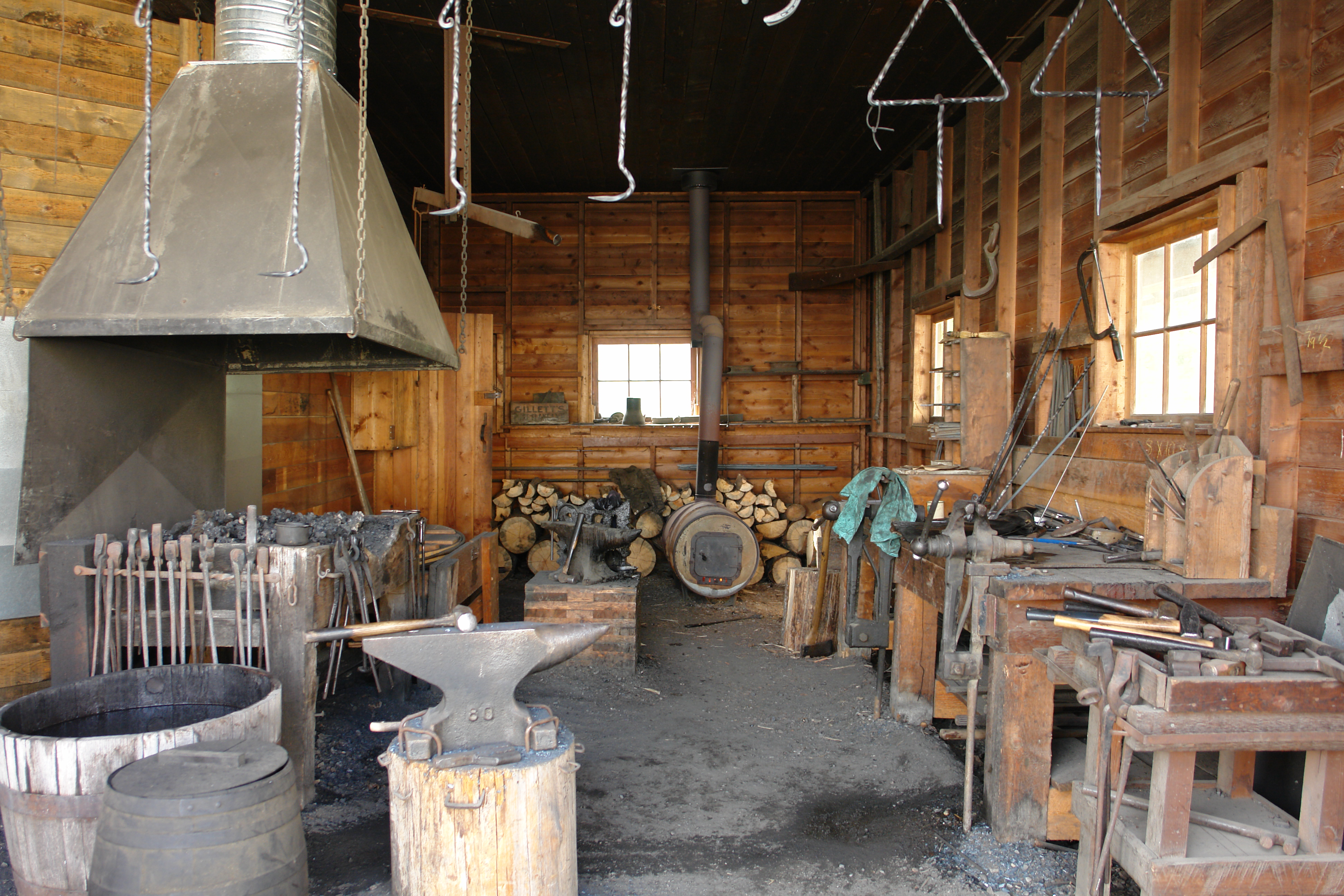
Кузнечная мастерская Баркервилля Британской Колумбии
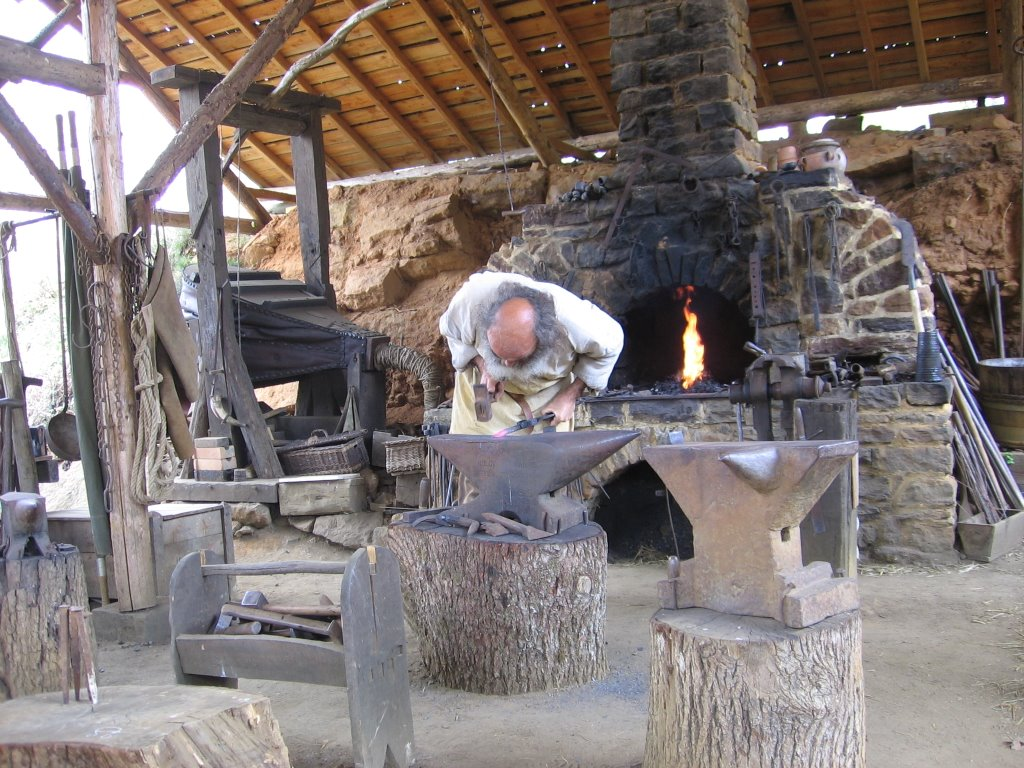
Кузнец за работой Геделон
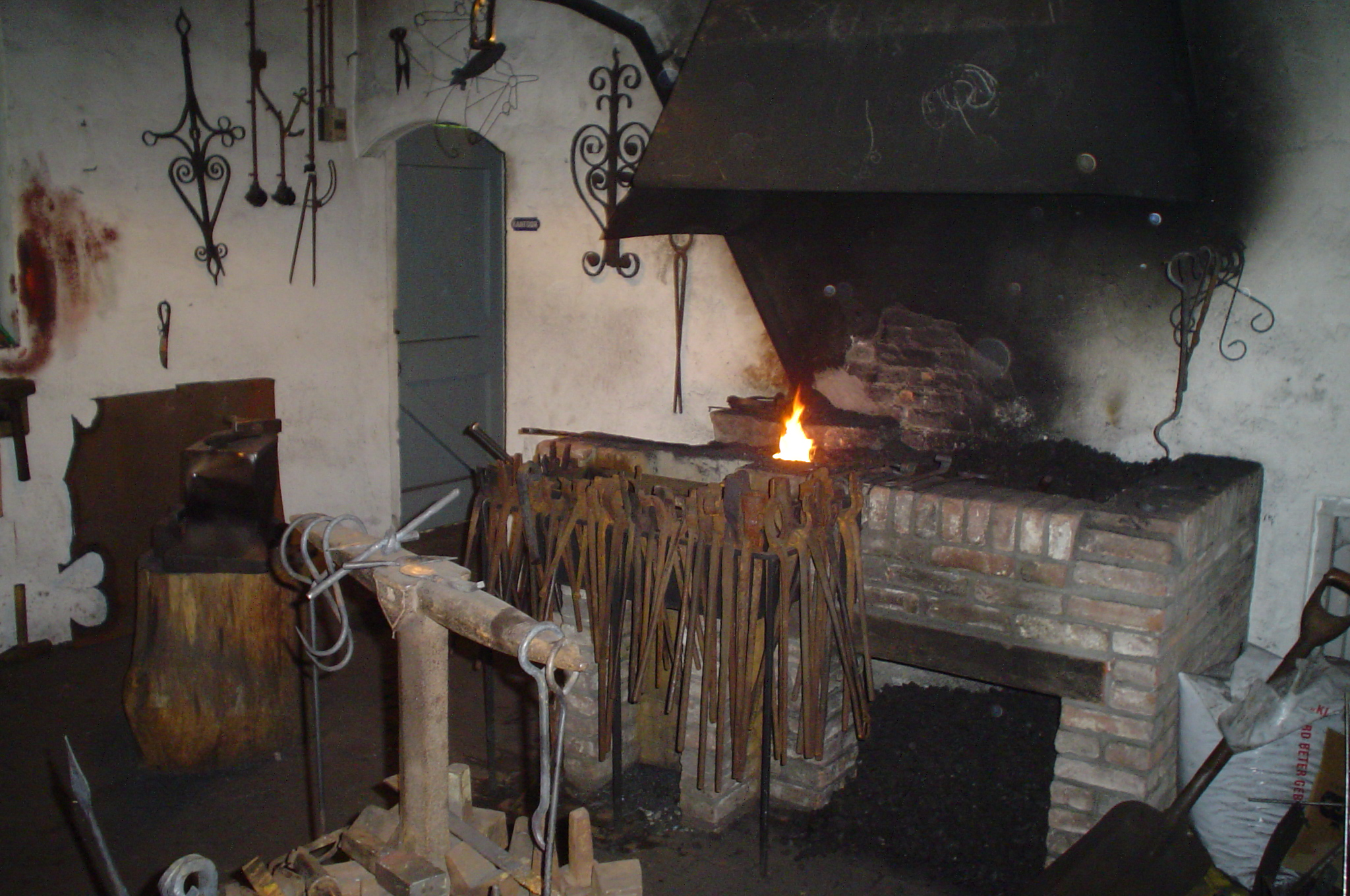
Кузница

## История
В недалёком прошлом кузница — основное место изготовление оружия и орудий труда. Кузнечное ремесло и кузнечное производство имеют многовековую историю. Человеку давно были известны простейшие кузнечные инструменты для ковки: молот, клещи, наковальня и простейшее нагревательное оборудование — горн, а также устройство для нагнетания воздуха — мехи.
На Руси во избежание пожаров кузница ставилась подальше от жилых строений.
Первая механизация процессов ковки относится к XVI веку, когда стали применять механические рычажные, вододействующие молоты, приводимые энергией водяного потока. При отсутствии гидроэнергии применялись копровые (падающие) молоты.
В связи с малой производительностью труда и научно-техническим прогрессом кузница потеряла своё значение; ручное производство сменилось фабричным поточным. На смену мастерской пришли кузнечные цеха с механическими и гидравлическими молотами, прокатными станами и так далее. В современной кузнице занимаются, как правило, ручной художественной ковкой и изготавливают штучные изделия. Возрождение художественной ковки в современной России связано с возрастанием спроса на стиль барокко, в котором часто используются кованые элементы.